# De luie spinster
De luie spinster is een sprookje uit Kinder- und Hausmärchen met volgnummer KHM128, opgetekend door de gebroeders Grimm. De oorspronkelijke naam is Die faule Spinnerin.

## Het verhaal
Een vrouw is erg lui en ze gaat niet spinnen als haar man dat vraagt. En als ze iets spint dan haspelt ze het niet. Ze wil eerst dat haar man een haspel maakt en hij gaat naar het bos om hout te halen. Ze volgt hem stiekem en roept dat degene die haspelhout haalt zal sterven en degene die haspelt zal bederven. Ze roept dit driemaal en de man gaat naar huis. De vrouw is eerder thuis en doet alsof er niks gebeurd is. De man zegt dat het haspelen niks zal worden en vertelt wat er in het bos is gebeurd. De man vindt het een troep in huis en hij wil dat zijn vrouw op zolder gaat staan. Zo kan hij haar het klos toegooien en zij gooit het dan terug, zodat ze een streng krijgen. De man wil het garen de volgende dag koken, maar de vrouw verzint een nieuwe list. Ze zet de ketel op, maar doet er een klomp werk in en laat het koken. Dan maakt ze haar man wakker en zegt hem dat hij het garen uit de ketel moet halen voor de haan kraait. De man staat meteen op en ziet dat er een klomp werk in zit, hij denkt dat dit zijn schuld is. De man zegt in het vervolg niks meer over garen en spinnen, maar hij heeft een nare vrouw.

## Achtergronden bij het sprookje
- Het sprookje komt uit Zwehrn in Nederhessen.
- Vergelijk ook De drie spinsters (KHM14).
- Het foppen van iemand door zich te verstoppen en een stem te laten horen, komt ook voor in Het meisje van Brakel (KHM139).